# Cúp bóng đá Estonia 2015–16
Cúp bóng đá Estonia 2015–16 là mùa giải thứ 26 của giải đấu bóng đá loại trực tiếp danh giá nhất Estonia. Đương kim vô địch, Nõmme Kalju, bị loại ở tứ kết trước Sillamäe Kalev. Flora giành chức vô địch thứ 7 sau khi đánh bại JK Sillamäe Kalev 3–0 trong trận chung kết.
Đội vô địch giành quyền tham gia vòng loại thứ nhất của UEFA Europa League 2016–17, nhưng vì Flora đã tham gia Champions League với tư cách đội vô địch Meistriliiga 2015 nên suất tham gia được dành cho Infonet.

## Vòng Một
Lễ bốc thăm được tiến hành bởi Hiệp hội Bóng đá Estonia vào ngày 30 tháng 5 năm 2015, vào giữa giờ trong trận chung kết mùa giải 2014–15.
- Rahvaliiga (RL) là giải đấu được tổ chức bởi Hiệp hội Bóng đá Estonia, nhưng không thuộc hệ thống giải chính.

| Đội nhà                           | Tỉ số          | Đội khách                       |
| 8 Tháng Sáu                       | 8 Tháng Sáu    | 8 Tháng Sáu                     |
| --------------------------------- | -------------- | ------------------------------- |
| FC Kose (4)                       | 0 – 4          | (1) Tartu JK Tammeka            |
| 10 Tháng Sáu                      |                |                                 |
| FC Jõgeva Wolves (6)              | 1 – 2          | (RL) FC Like & Share            |
| Lasnamäe FC Ajax (4)              | 1 – 4          | (2) Tallinna FC Flora II        |
| FC Elva (3)                       | 3 – 4          | (4) Tallinn C.F.                |
| FC Kuressaare (2)                 | 20 – 0         | (RL) JK Rapla Lokomotiv         |
| Harju Jalgpallikool (6)           | 1 – 5          | (2) Tallinna FC Infonet II      |
| Tallinna FC Castovanni Eagles (5) | 0 – 2          | (4) Tallinna JK Piraaja         |
| 13 Tháng Sáu                      |                |                                 |
| SK Eestimaa Kasakad (5)           | 0 – 14         | (1) JK Narva Trans              |
| Tallinna FC Infonet (1)           | 36 – 0         | (RL) Virtsu Jalgpalliklubi      |
| 14 Tháng Sáu                      |                |                                 |
| JK Tallinna Kalev (2)             | 1 – 2          | (3) HÜJK Emmaste                |
| 20 Tháng Sáu                      |                |                                 |
| SK Imavere Forss (4)              | 6 – 2          | (6) Tallinna FC Twister         |
| 22 Tháng Sáu                      |                |                                 |
| JK Kernu Kadakas (5)              | 0 – 8          | (1) Tallinna FC Levadia         |
| 27 Tháng Sáu                      |                |                                 |
| Tartu Ülikool Fauna (5)           | 2 – 3          | (5) Nõmme Kalju FC III          |
| Türi JK Ganvix (4)                | 3 – 1          | (6) Viimsi FC Igiliikur         |
| Navi Vutiselts (5)                | 4 – 0          | (5) Valga FC Warrior            |
| SK Tääksi (5)                     | 10 – 1         | (RL) FC IceBears                |
| SK Noorus 96 Jõgeva (4)           | 9 – 1          | (6) Tallinna JK Jalgpallihaigla |
| 28 Tháng Sáu                      |                |                                 |
| Tallinna Depoo (6)                | 2 – 4          | (5) Vastseliina FC Tannem       |
| Tallinna FC Soccernet (5)         | 2 – 1          | (RL) FC Puhkus Mehhikos         |
| Maardu FC United (5)              | 4 – 3          | (5) Narva United FC             |
| JK Roosad Pantrid (RL)            | 0 – 5          | (6) Tartu FC Bronx Wood         |
| FC Lelle (5)                      | 1 – 0          | (RL) FC Moe                     |
| Pärnu JK Poseidon Nirvaana (6)    | 3 – 2          | (RL) Rumori Calcio              |
| Raasiku Valla FC (6)              | 1 – 7          | (4) Tõrva JK                    |
| Tallinna FC Olympic Olybet (5)    | 2 – 0          | (RL) JK Pedajamäe               |
| Tallinna FC Reaal (6)             | 1 – 2          | (6) JK Väätsa Vald              |
| Pirita Reliikvia (5)              | 5 – 0          | (6) FC Helios                   |
| JK Kaitseliit Kalev (5)           | 12 – 1         | (RL) JK Küsimärk                |
| 29 Tháng Sáu                      |                |                                 |
| Viljandi JK Tulevik (1)           | 2 – 1          | (4) Keila JK                    |
| 30 Tháng Sáu                      |                |                                 |
| Rapla JK Atli (5)                 | 2 – 6          | (4) Pärnu FC Metropool          |
| Paide Linnameeskond (1)           | 31 – 0         | (RL) JK Raudteetöölised         |
| 1 Tháng Bảy                       |                |                                 |
| Raasiku FC Joker (3)              | 3 – 4 (s.h.p.) | (4) Kuusalu JK Rada             |
| Tallinna FC Eston Villa (6)       | 2 – 1          | (5) FC Tartu                    |
| 4 Tháng Bảy                       |                |                                 |
| FC Nõmme United (4)               | 9 – 1          | (RL) Kohtla-Nõmme               |
| RJK Märjamaa (6)                  | 2 – 1          | (RL) FC TransferWise            |
| SK Roosu (6)                      | 4 – 1          | (4) Tabasalu JK Charma          |
| 5 Tháng Bảy                       |                |                                 |
| JK Retro (5)                      | 7 – 5          | (RL) FC Peedu                   |
| 7 Tháng Bảy                       |                |                                 |
| Tallinna FC Forza (5)             | đi tiếp1       | (4) Saue JK Laagri              |
| 26 Tháng Bảy                      |                |                                 |
| Maardu FC Starbunker (3)          | 3 – 0          | (3) Tallinna FC Flora III       |

Ghi chú
- Ghi chú 1: Saue JK Laagri bỏ giải.

### Đội miễn đấu
Các đội sau không được bốc thăm và vào vòng Hai mà không cần thi đấu:
- Meistriliiga (Cấp độ 1): Nõmme Kalju FC, Tallinna FC Flora, JK Sillamäe Kalev, Pärnu Linnameeskond,
- Esiliiga (2): Tartu FC Santos, Rakvere JK Tarvas
- Esiliiga B (3): Kohtla-Järve JK Järve,
- II Liiga (4): Tartu JK Welco, Tallinna JK Legion, Viimsi MRJK,
- III Liiga (5): Maardu FC Starbunker II, JK Loo, FC Järva-Jaani, Ambla Vallameeskond, Tallinna SK Dnipro, JK Tallinna Kalev III, Tartu FC Merkuur, FC Otepää, EMÜ SK, Läänemaa JK Haapsalu,
- IV Liiga (6): Tabivere RSK, Tallinna Jalgpalliselts,
- Rahvaliiga (RL): Õismäe Torm, Lootos FCR, JK Fellin

## Vòng Hai
Lễ bốc thăm diễn ra vào ngày 30 tháng 6 năm 2015.
| Đội nhà                     | Tỉ số                      | Đội khách                      |
| 19 Tháng Bảy                | 19 Tháng Bảy               | 19 Tháng Bảy                   |
| --------------------------- | -------------------------- | ------------------------------ |
| JK Tallinna Kalev III (5)   | 1 – 0                      | (5) JK Loo                     |
| 26 Tháng Bảy                |                            |                                |
| JK Väätsa Vald (6)          | 3 – 0                      | (5) Maardu FC Starbunker II    |
| Tartu FC Bronx Wood (6)     | 1 – 3                      | (4) Viimsi MRJK                |
| Tartu FC Merkuur (5)        | 4 – 2 (s.h.p.)             | (4) Kuusalu JK Rada            |
| Tallinna FC Forza (5)       | 7 – 2                      | (6) SK Roosu                   |
| 28 Tháng Bảy                |                            |                                |
| JK Fellin (RL)              | 1 – 5                      | (5) EMÜ SK                     |
| 29 Tháng Bảy                |                            |                                |
| Tallinna Jalgpalliselts (6) | 0 – 13                     | (1) Paide Linnameeskond        |
| Nõmme Kalju FC III (5)      | 4 – 1                      | (5) FC Otepää                  |
| Kohtla-Järve JK Järve (3)   | 0 – 0 (s.h.p.) (3–4 ph.đ.) | (4) Tõrva JK                   |
| Pärnu Linnameeskond (1)     | 1 – 0                      | (5) Läänemaa JK Haapsalu       |
| FC Lelle (5)                | 0 – 2                      | (5) Vastseliina FC Tannem      |
| Maardu United (5)           | 1 – 4                      | (2) Tallinna FC Infonet II     |
| SK Noorus 96 Jõgeva (4)     | 1 – 4                      | (4) Pärnu FC Metropool         |
| Tallinna FC Soccernet (5)   | 4 – 2                      | (RL) FC Like & Share           |
| 2 Tháng Tám                 |                            |                                |
| HÜJK Emmaste (3)            | 6 – 0                      | (RL) Õismäe Torm               |
| Türi JK Ganvix (4)          | 3 – 4                      | (4) FC Nõmme United            |
| 4 Tháng Tám                 |                            |                                |
| Tartu FC Santos (2)         | 11 – 0                     | (6) Pärnu JK Poseidon Nirvaana |
| 5 Tháng Tám                 |                            |                                |
| Tabivere RSK (6)            | 0 – 0 (s.h.p.) (4–2 ph.đ.) | (5) Pirita Reliikvia           |
| FC Järva-Jaani (5)          | 1 – 2                      | (5) Navi Vutiselts             |
| Tartu JK Tammeka (1)        | 5 – 1                      | (3) Maardu FC Starbunker       |
| Tallinna SK Dnipro (5)      | 0 – 3                      | (4) Tartu JK Welco             |
| 11 Tháng Tám                |                            |                                |
| Tallinna FC Flora II (2)    | 1 – 3                      | (1) Tallinna FC Flora          |
| Tallinna FC Levadia (1)     | 14 – 0                     | (5) Tallinna FC Olympic        |
| Viljandi JK Tulevik (1)     | 7 – 0                      | (5) JK Kaitseliit Kalev        |
| Tallinna FC Infonet (1)     | 8 – 0                      | (4) Tallinna JK Piraaja        |
| Nõmme Kalju FC (1)          | 3 – 0                      | (4) Tallinn C.F.               |
| Rakvere JK Tarvas (2)       | 10 – 0                     | (5) Ambla Vallameeskond        |
| Lootos FCR (RL)             | 0 – 12                     | (5) JK Retro                   |
| 12 Tháng Tám                |                            |                                |
| RJK Märjamaa (6)            | 1 – 6                      | (1) JK Sillamäe Kalev          |
| Tallinna JK Legion (4)      | 1 – 5                      | (6) Tallinna FC Eston Villa    |
| 16 Tháng Tám                |                            |                                |
| FC Kuressaare (2)           | 4 – 2                      | (5) SK Tääksi                  |
| 25 Tháng Tám                |                            |                                |
| JK Narva Trans (1)          | 12 – 0                     | (4) SK Imavere Forss           |

## Vòng Ba
Lễ bốc thăm diễn ra vào ngày 13 tháng 8 năm 2015.
| Đội nhà                     | Tỉ số                      | Đội khách                 |
| 3 Tháng Chín                | 3 Tháng Chín               | 3 Tháng Chín              |
| --------------------------- | -------------------------- | ------------------------- |
| JK Retro (5)                | 2 – 1                      | (5) Nõmme Kalju FC III    |
| FC Nõmme United (4)         | 8 – 0                      | (4) Pärnu FC Metropool    |
| Tallinna FC Eston Villa (6) | 2 – 3                      | (4) Viimsi MRJK           |
| 4 Tháng Chín                |                            |                           |
| Tartu FC Santos (2)         | 3 – 3 (s.h.p.) (4–2 ph.đ.) | (2) FC Kuressaare         |
| 6 Tháng Chín                |                            |                           |
| JK Sillamäe Kalev (1)       | 4 – 3                      | (1) Paide Linnameeskond   |
| Rakvere JK Tarvas (2)       | 0 – 4                      | (5) Tallinna FC Forza     |
| Navi Vutiselts (5)          | 3 – 1                      | (5) JK Tallinna Kalev III |
| Vastseliina FC Tannem (5)   | 5 – 0                      | (5) Tallinna FC Soccernet |
| 8 Tháng Chín                |                            |                           |
| Tabivere RSK (6)            | 4 – 7                      | (6) JK Väätsa Vald        |
| EMÜ SK (5)                  | 1 – 1 (s.h.p.) (2–4 ph.đ.) | (4) Tõrva JK              |
| 29 Tháng Chín               |                            |                           |
| Tallinna FC Infonet II (2)  | 0 – 3                      | (1) Pärnu Linnameeskond   |
| Tallinna FC Levadia (1)     | 13 – 1                     | (5) Tartu FC Merkuur      |
| JK Narva Trans (1)          | 1 – 2 (s.h.p.)             | (1) Nõmme Kalju FC        |
| Tartu JK Welco (4)          | 0 – 2                      | (1) Tallinna FC Flora     |
| 30 Tháng Chín               |                            |                           |
| Tartu JK Tammeka (1)        | 1 – 0                      | (3) HÜJK Emmaste          |
| 4 Tháng Mười                |                            |                           |
| Viljandi JK Tulevik (1)     | 2 – 1                      | (1) Tallinna FC Infonet   |

## Vòng Bốn
Lễ bốc thăm diễn ra vào ngày 1 tháng 10 năm 2015.
- JK Väätsa Vald, hiện tại đang thi đấu ở cấp độ 6 của hệ thống giải Estonia, là câu lạc bộ thi đấu ở cấp độ thấp nhất còn lại.

| Đội nhà                 | Tỉ số         | Đội khách                 |
| 20 Tháng Mười           | 20 Tháng Mười | 20 Tháng Mười             |
| ----------------------- | ------------- | ------------------------- |
| JK Sillamäe Kalev (1)   | 1 – 0         | (1) Tallinna FC Levadia   |
| Tallinna FC Flora (1)   | 17 – 0        | (5) JK Retro              |
| 21 Tháng Mười           |               |                           |
| Tallinna FC Forza (5)   | 6 – 2         | (6) JK Väätsa Vald        |
| 27 Tháng Mười           |               |                           |
| Viljandi JK Tulevik (1) | 0 – 5         | (1) Nõmme Kalju FC        |
| 28 Tháng Mười           |               |                           |
| FC Nõmme United (4)     | 2 – 3         | (2) Tartu FC Santos       |
| 1 November              |               |                           |
| Navi Vutiselts (5)      | 0 – 7         | (4) Tõrva JK              |
| 8 November              |               |                           |
| Viimsi MRJK (4)         | 4 – 0         | (5) Vastseliina FC Tannem |
| 10 November             |               |                           |
| Pärnu Linnameeskond (1) | 1 – 2         | (1) Tartu JK Tammeka      |

## Tứ kết
Lễ bốc thăm diễn ra vào ngày 1 tháng 3 năm 2016.
Tallinna FC Forza và Tõrva JK, hiện tại đang thi đấu ở cấp độ 4 của bóng đá Estonia, là các câu lạc bộ có cấp độ thấp nhất còn lại.
| 12 tháng 4 năm 2016 | Sillamäe Kalev (1) | 1–0      | (1) Nõmme Kalju | Sillamäe                                                                       |  |
| 18:00 (UTC+3)       | Lipin 18'          | Chi tiết |                 | Sân vận động: Sillamäe Kalevi Stadium Lượng khán giả: 260 Trọng tài: Eiko Saar |  |

| 12 tháng 4 năm 2016 | Tartu Tammeka (1) | 2–0      | (4) Tõrva | Tartu                                                |  |
| 19:00 (UTC+3)       | Koskor 2', 12'    | Chi tiết |           | Sân vận động: Sân vận động Tamme Lượng khán giả: 212 |  |

| 13 tháng 4 năm 2016 | Viimsi (3)                                                   | 6–1      | (4) Forza Tallinn | Haabneeme                                        |  |
| 19:00 (UTC+3)       | Kane 16' · Kaljumäe 35', 64' · Pajula 39' · Kesküla 77', 81' | Chi tiết | Tšigrinov 85'     | Sân vận động: Viimsi Stadium Lượng khán giả: 155 |  |

| 13 tháng 4 năm 2016 | Flora Tallinn (1)                                        | 3–1      | (2) Santos Tartu | Tallinn                                           |  |
| 19:00 (UTC+3)       | Sappinen 14' · Jürgenson 62' (ph.đ.) · Beglarishvili 90' | Chi tiết | Aaviste 89'      | Sân vận động: A. Le Coq Arena Lượng khán giả: 111 |  |

## Bán kết
Lễ bốc thăm diễn ra vào ngày 14 tháng 4 năm 2016.
| 3 tháng 5 năm 2016 | Flora Tallinn (1)                  | 2–0      | (1) Tartu Tammeka | Tallinn                                                                          |  |
| 19:00 (UTC+3)      | Jürgenson 50' (ph.đ.) · Gussev 63' | Chi tiết |                   | Sân vận động: A. Le Coq Arena Lượng khán giả: 161 Trọng tài: Kristo Külljastinen |  |

| 4 tháng 5 năm 2016 | Sillamäe Kalev (1)     | 2–0      | (3) Viimsi | Sillamäe                                                                            |  |
| 19:00 (UTC+3)      | Panov 43' · Volkov 77' | Chi tiết |            | Sân vận động: Sillamäe Kalevi Stadium Lượng khán giả: 205 Trọng tài: Roomer Tarajev |  |

## Chung kết
| 21 tháng 5 năm 2016 | Flora Tallinn (1)                              | 3–0 (s.h.p.) | (1) Sillamäe Kalev | Tallinn                                                                 |  |
| 16:00 UTC+3         | Sappinen 102' · Gussev 105+1' · Tukiainen 107' | Chi tiết     |                    | Sân vận động: A. Le Coq Arena Lượng khán giả: 2085 Trọng tài: Eiko Saar |  |